# 1961 w sztukach plastycznych
Wydarzenia w sztukach plastycznych i wizualnych w 1961 roku.

## Malarstwo
- Edward Hopper

Kobieta w słońcu – olej na płótnie
- Janina Baranowska

Kompozycja XI
- Jim Dine

But (Shoe) – olej na płótnie
- Jasper Johns

Mapa (Map) – olej na płótnie, 198,2x314,7 cm
- Frank Stella

Spektrum – akryl na płótnie, 20,3x40,7 cm
- Bronisław Wojciech Linke

Autobus - olej na płótnie 134 × 178,5 cm
- Tadeusz Kantor

Szafa i worki z cyklu "Ludzie atrapy" – malarstwo temperowe; papier, flamaster, tusz, werniks. W kolekcji Muzeum Sztuki w Łodzi

## Grafika
- Roy Lichtenstein

dyptyk Eddie
- Maurits Cornelis Escher

Wstęga Moebiusa I – drzeworyt sztorcowy
Wodospad – litografia

## Rzeźba
- Alina Szapocznikow

Ferdydurke
Głowa IV, V, VI, VII
Głowa inkrustowana
Miąższ I, II
Naga
Negro spiritualis I
Pomnik kroczącej gwiazdy
Przemiany
Wdzięcząca

## Nagrody
World Press Photo - Yasushi Nagao

## Urodzeni
- Zuzanna Janin – polska artystka multimedialna
- Andrzej Syska – polski artysta multimedialny
- Jerzy Truszkowski – polski artysta intermedialny, performer, krytyk sztuki

## Zmarli
- Axel Salto (ur. 1889), duński malarz
- Ludwik Czaykowski (ur. 1895), polski malarz
- 13 stycznia – František Drtikol (ur. 1883), czeski fotograf i malarz
- 15 stycznia – Andrzej Pronaszko (ur. 1888), polski malarz, scenograf
- 27 marca – Paul Landowski (ur. 1875), francuski rzeźbiarz
- 7 kwietnia – Vanessa Bell (ur. 1879), angielska malarka
- 12 maja – Ignacy Zelek (ur. 1894), polski rzeźbiarz
- 13 czerwca – Witold Kajruksztis (ur. 1890), polski malarz i grafik
- 4 października – Max Weber (ur. 1881), malarz amerykański
- 9 grudnia – Albert Bloch (ur. 1882), amerykański malarz
- 13 grudnia – Grandma Moses (ur. 1860), amerykańska malarka